# 湯原銑
湯原銑（?—?），河南省歸德府商邱縣人，清朝政治人物、同進士出身。

## 生平
光緒十八年（1892年），参加光緒壬辰科殿試，登進士三甲124名。同年五月，授内阁中书